# Arthur Lagerström
Arthur Oswald Lagerström, född 29 augusti 1899 i Maria Magdalena församling i Stockholm, död 30 maj 1982 i Västerleds församling i Stockholm, var en svensk näringslivsman. Han var son till boktryckare Hugo Lagerström och Ida Adamsky. 
Lagerström studerade vid Schartaus handelsinstitut 1919, anställdes vid Bröderna Lagerström AB 1920, disponent 1924, verkställande direktör 1944–1960 (styrelseordförande). 
Han var styrelseledamot i Sveriges tryckeriers arbetsgivares förbund 1951–1960, Sveriges grafiska industriförbund 1941–1960, dess arbetsutskott 1948–1960, Svenska boktryckareföreningen 1942–1960, dess arbetsutskott 1958–1960, Svenska försäljnings- o reklamförbundet 1948–1960, revisor i Sveriges bokbindares försäkringsbolag sedan 1949. 
Han gifte sig 1924 med Irma Teresia Anderson, född 5 maj 1900 i Nacka församling, död 11 juni 1988 i Västerleds församling i Stockholm, dotter till Ernst Andersson och Teresia Bodin. De är alla gravsatta i Gustav Vasa kyrkas kolumbarium vid Odenplan i Stockholm.